# Terreneuviense
| Era Eratema | Periodo Sistema | Época Serie                  | Edad Piso                    | Inicio, en millones de años |
| ----------- | --------------- | ---------------------------- | ---------------------------- | --------------------------- |
| Paleozoico  | Pérmico         | Pérmico                      | Pérmico                      | 298,9±0,15                  |
| Paleozoico  | Carbonífero     | Carbonífero                  | Carbonífero                  | 358,86±0,19                 |
| Paleozoico  | Devónico        | Devónico                     | Devónico                     | 419,62±1,36                 |
| Paleozoico  | Silúrico        | Silúrico                     | Silúrico                     | 443,1±0,9                   |
| Paleozoico  | Ordovícico      | Ordovícico                   | Ordovícico                   | 486,8 ±1,5                  |
| Paleozoico  | Cámbrico        | Furongiense Furongiano       | Piso/Edad 10                 | 491,0                       |
| Paleozoico  | Cámbrico        | Furongiense Furongiano       | Jiangshaniense Jiangshaniano | 494,2                       |
| Paleozoico  | Cámbrico        | Furongiense Furongiano       | Paibiense Paibiano           | ~497                        |
| Paleozoico  | Cámbrico        | Miaolingiense Miaolingiano   | Guzhangiense Guzhangiano     | ~500,5                      |
| Paleozoico  | Cámbrico        | Miaolingiense Miaolingiano   | Drumiense Drumiano           | ~504,5                      |
| Paleozoico  | Cámbrico        | Miaolingiense Miaolingiano   | Wuliuense Wuliuano           | ~506,5                      |
| Paleozoico  | Cámbrico        | Serie/Época 2                | Piso/Edad 4                  | 514,5                       |
| Paleozoico  | Cámbrico        | Serie/Época 2                | Piso/Edad 3                  | ~521                        |
| Paleozoico  | Cámbrico        | Terreneuviense Terreneuviano | Piso/Edad 2                  | ~529                        |
| Paleozoico  | Cámbrico        | Terreneuviense Terreneuviano | Fortuniense Fortuniano       | 538,8±0,6                   |

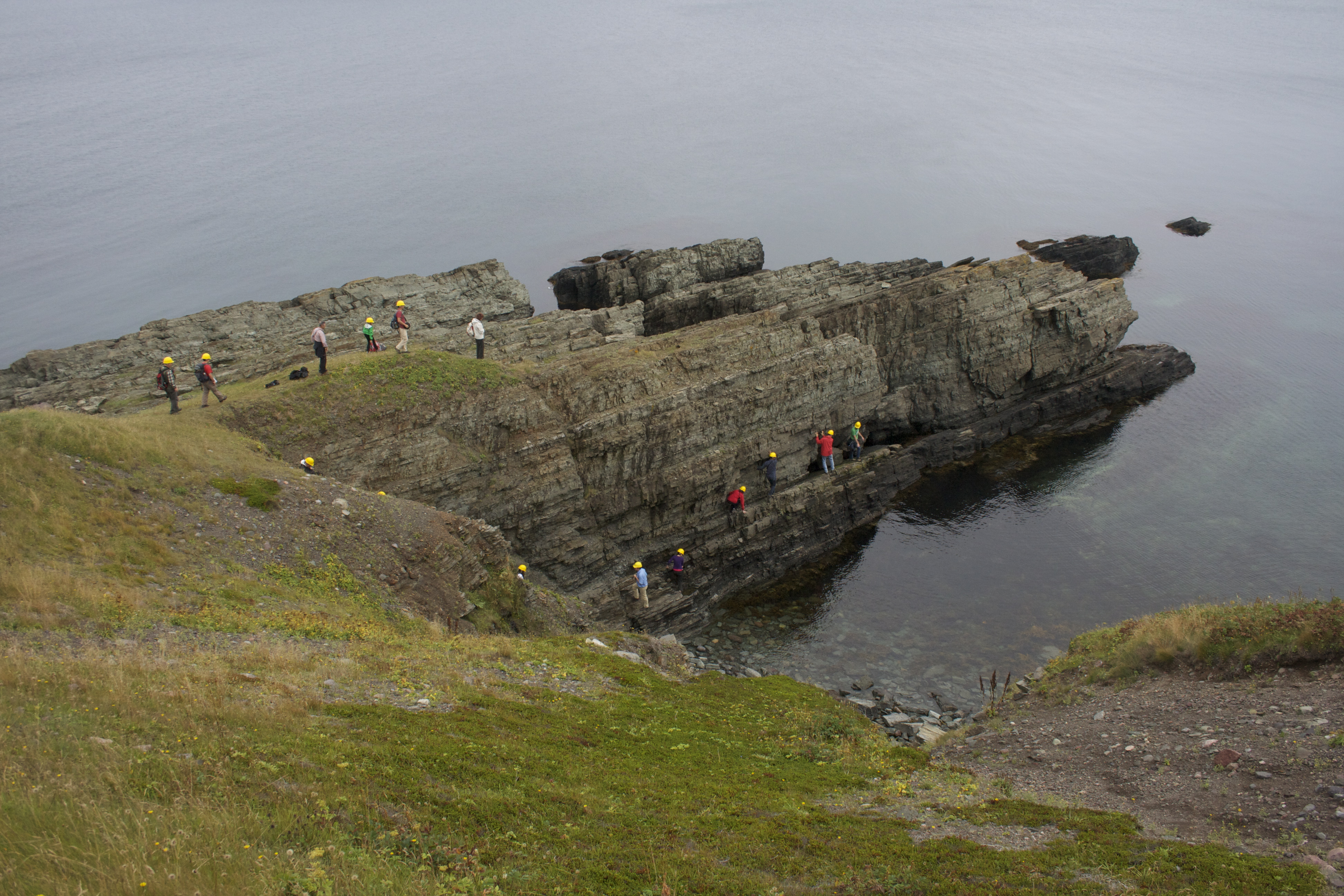
GSSP para la base del Terreneuviense (límite Ediacárico-Cámbrico o Precámbrico-Fanerozoico) en la Reserva Ecológica de Fortune Cabeza, Terranova, Canadá.

El Terreneuviense o  Terreneuviano es la primera serie y época del Cámbrico (y por tanto del Paleozoico y del Fanerozoico) en la escala temporal geológica. Sucede al Ediacárico (último sistema del Neoproterozoico y del Precámbrico) y precede a la Serie 2 del Cámbrico. Comienza hace unos 539 millones de años y finaliza hace unos 529 millones de años. Se divide en dos pisos/edades: Fortuniense y Piso 2 (Edad 2) del Cámbrico (pendiente de definir y nombrar formalmente). El nombre se deriva de Terre Neuve, nombre francés de la isla de Terranova (Canadá), donde se encuentran muchas rocas de esta edad, incluyendo la sección estratotipo y punto de límite global (GSSP). Esta serie fue ratificada formalmente por la Comisión Internacional de Estratigrafía en 2012.
El Terreneuviense corresponde al Cámbrico pre-trilobites. Su límite superior se define, por tanto, por la primera aparición de los trilobites en el registro estratigráfico.

## Sección estratotipo y punto de límite global (GSSP)
El GSSP del Terreneuviense está en Fortune Head, en el extremo norte de la Península de Burin,  Terranova, Canadá (47°04′34″N 55°49′52″O / 47.0762, -55.8310). Los afloramientos muestran una sucesión-carbonato siliciclástica que se designa como la Formación Chapel Island. La formación se divide en los siguientes miembros que están compuestos de areniscas y lutitas perimareales (miembro 1), deltas y estanterías areniscas y lutitas (2A) Miembro de barro, limolitas laminadas (2B miembros y 3) y lutitas y calizas de la plataforma interna (miembro 4). El límite Ediacárico-Cámbrico radica a 2,4 m por encima de la base del segundo elemento, que es el de más escasa presencia de Trichophycus pedum. Las trazas se pueden ver en la superficie inferior de las capas de piedra arenisca. Los primeros fósiles de esqueletos calcáreos sin cáscara  (Ladatheca cylindrica) están a 400 m por encima del límite. Los primeros trilobites aparecen a 1.400 m por encima del límite, que corresponde al comienzo de la Serie Branchiense.